# Цидон, Йоаш
Йоаш Цидон (Чатто; ивр. יואש צידון (צ`אטו)‎;
28 ноября 1926, Фокшаны, Румыния — 8 июля 2015) — израильский военачальник и политик. Один из первых боевых лётчиков Израиля, основатель эскадрильи ночной авиации «Аталеф», в конце военной карьеры — начальник отделов вооружения и планирования ВВС Израиля; депутат кнессета от партии «Цомет».

## Биография
Йоаш Чатто родился в Фокшанах (Румыния) в 1926 году в богатой семье ассимилированных евреев. В 1941 году в рамках Молодёжной алии попал в подмандатную Палестину и окончил среднее образование в морской школе при хайфском Технионе.
Несмотря на уговоры своего учителя радиотехники, профессора Франца Оллендорфа, продолжить учёбу в «Технионе», в 1943 году Йоаш присоединился к еврейской организации самообороны «Хагана», в рядах которой служил радистом в Галилее, а с 1945 года — в «Пальяме», военно-морском подразделении «Пальмаха». В рядах «Пальяма» Йоаш принимал активное участие в организации нелегальной еврейской иммиграции в Палестину, выезжая за рубеж (в Европу и Египет) с документами на имя Матиаса Бюргера; с этих дней за ним осталось прозвище «Матти». В качестве радиста сопровождал суда нелегальных иммигрантов «Тель-Хай» и «Кнессет Исраэль». В это время он познакомился со своей будущей женой Раисой, впоследствии родившей ему троих детей.
Вернувшись в Палестину в декабре 1947 года, Чатто командовал еврейскими конвоями, шедшими в Иерусалим. В ходе Войны за независимость Израиля он руководил иерусалимской радиостанцией «Авиноам» и занимал должности офицера связи, разведки и наблюдения в бригаде «Харэль». В июне 1948 года был направлен на лётные курсы и в дальнейшем принимал участие как лётчик в операциях «Йоав» и «Увда».
По окончании Войны за независимость Чатто-Цидон продолжил службу как кадровый военный. В 1950 году он окончил курс боевых лётчиков и был направлен для несения службы в 1-ю истребительную эскадрилью на базу Рамат-Давид. Примерно через год после этого Цидон стал лётчиком-испытателем, а в 1956 году принял участие в создании эскадрильи ночной авиации «Аталеф». Авторству Цидона приписывается лозунг этого подразделения «Днём, ночью и в туман», предположительно взятый из одной из песен «Пальмаха». 28 октября 1956 года, накануне начала операции «Кадеш» израильский истребитель, пилотируемый Цидоном, сбил на пути из Египта в Сирию самолёт, на борту которого находились 16 высокопоставленных офицеров египетских вооружённых сил.
Одновременно с командованием эскадрильей «Аталеф» Цидон был назначен руководителем проекта по импорту и разработке систем вооружения для французских бомбардировщиков «Вотур». Под его руководством также осуществлялась поставка в Израиль зенитных ракет «Хок» — первой системы американского производства на вооружении АОИ. В дальнейшем Цидон отвечал в штабе ВВС Израиля за планирование, разработку систем вооружения, испытания летательных аппаратов и техническую разведку; при его активном участии израильские военно-воздушные силы готовились к предстоящей войне, получившей впоследствии название Шестидневной.
Йоаш Цидон был уволен в запас в 1966 году (по собственным словам — вследствие разногласий с командующим ВВС Эзером Вейцманом по поводу модели самолёта, которую планировали закупить в это время), но продолжал нести резервистскую службу вплоть до 1984 года, выйдя в отставку в звании алуф-мишне. Гражданская деятельность Цидона оставалась связана с разработкой технологий и военной промышленностью и принесла ему звание лучшего экспортёра Израиля. До 1995 года он входил в консультативный совет концерна «РАФАЭЛЬ».
В 1988 году Цидон был избран в кнессет по списку партии «Цомет». В кнессете он входил в комиссии по экономике, по праву, законодательству и судопроизводству и по алие и абсорбции, а также в специальную комиссию по водному хозяйству. Цидон был одним из инициаторов законопроекта о прямых выборах главы правительства Израиля. Во время Мадридской мирной конференции 1991 года он входил в состав израильской делегации. В рамках общественной деятельности Цидона он был членом Центра политических и стратегических исследований «Ариэль», Иерусалимского центра общественно-политических исследований и консультативного совета при президенте Израиля по государственному устройству. Он также был членом Международного союза лётчиков-испытателей, входил в советы попечителей Университета имени Бен-Гуриона в Негеве и хайфского Музея науки и технологии, а также в администрацию музея нелегальной иммиграции в Атлите. Им изданы две книги — «Принципы электронной навигации» и «Днём, ночью и в тумане». Йоаш Цидон умер в июле 2015 года после долгой болезни; похоронен в кибуце Сдот-Ям.